# حي شحوح (حضرموت)
حي شحوح  هو أحد أحياء مدينة سيئون في محافظة حضرموت اليمنية. يبلغ تعداد سكانه 5445 نسمة حسب التعداد السكاني في اليمن لعام 2004.